# 주룽호

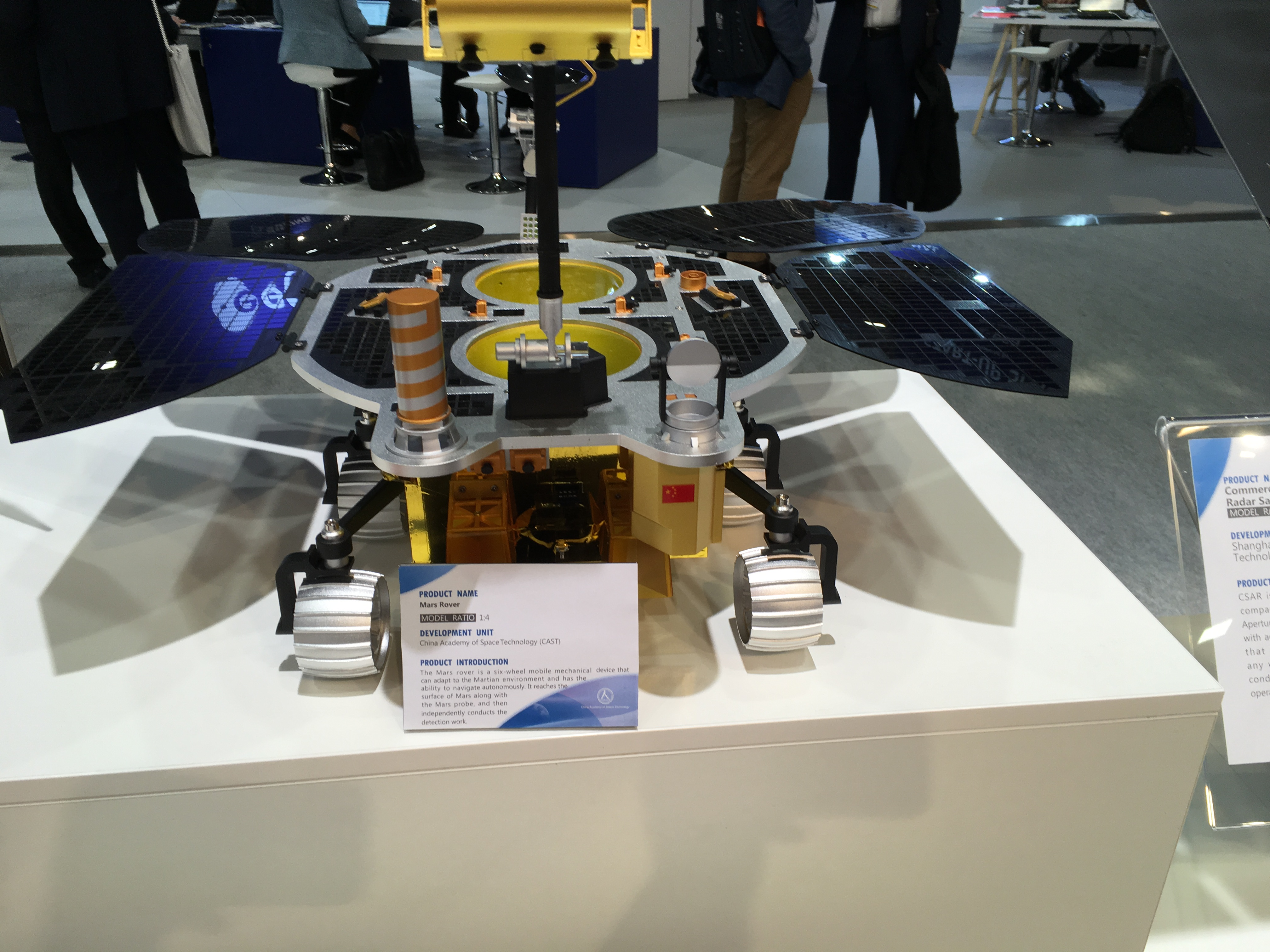
제69회 국제우주대회에 전시된 주룽호 모형

주룽(중국어: 祝融, 병음: Zhùróng)은 중국이 처음으로 개발한 화성 탐사차이며, 중국국가항천국의 주도로 개발된 톈원 1호의 일부로 화성에 파견되었다. 주룽이라는 이름은 중국 신화의 불의 신이자 남쪽의 신인 축융에서 따온 이름이다.
2020년 6월 23일 발사되어 2021년 2월 10일 화성 궤도에 진입하였고, 2021년 5월 14일에 화성 표면의 착륙에 성공했다. 이로서 중국은 미국에 이어 두 번째로 화성에 탐사차를 안착시키고 정상적인 소통을 수행한 국가가 되었다. 2021년 5월 22일 협정 세계시로 02:40에 온전히 펼쳐졌다.

## 같이 보기
- 화성 탐사
- 바이킹 1호
- 바이킹 2호
- 스피릿 (탐사차)
- 오퍼튜니티 (탐사차)
- 큐리오시티 (탐사차)
- 퍼서비어런스 (탐사차)